# Maureen Raymo
Maureen Raymo est une paléoclimatologue, géologue et océanographe américaine née le 27 décembre 1959 à Los Angeles.

## Prix et distinctions
En 2002, le magazine Discover la place dans la liste des 50 femmes les plus importantes en science.
Elle devient en 2014 la première femme à recevoir la médaille Wollaston, décernée depuis 1831 par la Société géologique de Londres.